# Katarzyna Furmanek (judoczka)
Katarzyna Furmanek (ur. 17 czerwca 1990 w Pile) – polska judoczka.

## Kariera
Edukację rozpoczęła w 1997 roku w Szkole Podstawowej nr 6 im. Lotników Polskich w Pile, następnie uczęszczała do Gimnazjum w Zespole Szkół nr 3 im. Lotników Polskich w Pile i Liceum Ogólnokształcącego w Zespole Szkół im. Stanisława Staszica w Pile. Od 2007 uczęszczała do I Liceum Ogólnokształcącego im. Mikołaja Kopernika w Gdańsku. Do roku 2007 trenowała w klubie Gwardia Piła. W 2009 jest studentką Akademii Wychowania Fizycznego i Sportu im. Jędrzeja Śniadeckiego w Gdańsku oraz zawodniczką KS AZS-AWFiS Gdańsk.
Jej największym sukcesem jest brązowy medal Letniej Uniwersjady w Belgradzie w kategorii poniżej 78 kilogramów.

## Osiągnięcia

### Międzynarodowe
- Brązowy medal Mistrzostw Europy Juniorów 2008 w Warszawie
- Brązowy medal 25 Letniej Uniwersjady Belgrad 2009

### W Polsce
- Brązowy medal Mistrzostw Polski Juniorów i Juniorek 2007 w Rybniku (kategoria 70 kg.)
- Złoty medal Indywidualno Drużynowej Ligi Seniorek i Seniorów 2007 w Bytomiu (kategoria 70 kg.)
- Brązowy medal Pucharu Polski Juniorek i Juniorów 2007 w Warszawie (kategoria 70 kg.)
- Złoty medal Pucharu Polski Juniorów 2008 w Czechowicach – Dziedzicach
- Złoty medal Pucharu Polski Młodzieży 2008 w Gdańsku
- Złoty medal Mistrzostw Polski Juniorek i Juniorów 2008 we Wrocławiu
- Złoty medal Pucharu Polski – Drużynowych Mistrzostwach Polski 2008 we Wrocławiu
- Złoty medal Indywidualnych Mistrzostwach Polski Seniorek 2008 w Bielsku – Białej
- Srebrny medal Pucharu Polski Seniorek i Seniorów 2009 w Warszawie
- Złoty medal Mistrzostw Polski juniorek 2009 w Opolu
- Brązowy medal w Mistrzostw Polski Seniorek 2009 w Opolu (kategoria 78 kg.)
- Brązowy medal Mistrzostw Polski Seniorek 2009 w Opolu (kategoria open)